# Sergey Mikhalchuk
Sergey Mikhalchuk (aussi Serhiy Mykhalchuk - en ukrainien : Сергій Михальчук), né à Loutsk (Union des républiques socialistes soviétiques) le 13 juillet 1972, est un directeur de la photographie ukrainien.

## Biographie
Sergey Mikhalchuk est diplômé en 1994 de l'Université nationale Karpenko-Kary de Kiev. En plus de son travail au cinéma, il produit également des documentaires et des longs métrages de télévision, des vidéos musicales et des films publicitaires.
En 2004, il reçoit le prix Alexandre Dovjenko pour sa contribution au tournage du film Mamaï sélectionné pour l'Oscar du meilleur film en langue étrangère en 2003.

## Filmographie partielle

### Au cinéma
- 2002 : L'Amant (Любовник, Lyoubovnik) de Valeri Todorovski
- 2003 : Mamaï
- 2004 : Fabrika
- 2004 : Moy svodnyy brat Frankenshteyn
- 2005 : Kontakt
- 2006 : Artel
- 2007 : Al-hawiya
- 2008 : Severnyy svet
- 2008 : Las Meninas
- 2008 : Illyuziya strakha
- 2010 : Detyam do 16...
- 2012 : Match
- 2012 : Ghalamtordaghy makhabbat
- 2013 : Paradjanov
- 2014 : Povodyr
- 2015 : Under Electric Clouds (Под электрическими облаками, Pod electricheskimi oblakami) de Alexeï Guerman Jr
- 2014 : Moskvich, mon amour  (en post production)

## Distinctions
- 2015 : Ours d'argent de la meilleure contribution artistique pour Pod electricheskimi oblakami (avec Evgeniy Privin)